# Гуанчжоу
Гуанчжоу (кит. трад. 廣州, спр. 广州, піньїнь: Guǎngzhōu), також відоме як Кантон (англ. Canton, Kwangchow) — місто на півдні Китаю, у дельті Перлинної річки (Чжуцзян), одне з найбільших у світі, адміністративний центр провінції Ґуандун. Гуанчжоу — густонаселене місто, торговий та індустріальний центр Південного Китаю. Воно приваблює іноземну торгівлю завдяки своїй торговій виставці, що відбувається двічі на рік. У Гуанчжоу розташований університет та декілька коледжів. Промисловість міста включає: суднобудування, сталеву, паперову, текстильну, хімічну та машинобудівні галузі. Є центром однієї з найбільших конурбацій світу «Pearl River Delta Economic Zone» — Економічна зона дельти Перлинної річки з населенням 46,9 млн осіб.

## Географія
Гуанчжоу розташоване в субтропіках, у південній частині континентального Китаю, на північ від дельти річки Чжуцзян («Перлинна річка»), поряд з узбережжям Південнокитайського моря, Гонконґом і Макао. Найвища гора в Гуанчжоу — Байюньшань (букв. Гори білих хмар). Місто перетинає Перлинна річка, яка, прийнявши води приток — Дунцзян («східна річка»), Сицзян («західна річка») і Бейцзян («північна річка»), впадає в Південнокитайське море.

### Клімат
Незважаючи на те, що місто розташоване на південь від Тропіка Рака, клімат у Гуанчжоу вологий субтропічний (Cfa за класифікацією кліматів Кеппена), який відчуває вплив східноазійських мусонів. Літо спекотне і дуже вологе, зима м'яка і порівняно суха. Гуанчжоу має тривалий сезон мусонів, що охоплює період з квітня по вересень. Осінь — з жовтня по грудень, дуже помірна, прохолодна і вітряна — це найкраща пора року в Гуанчжоу. Екстремальні температури: мінімальна температура 0 °C, максимальна 39,1 °C. Останній снігопад був зафіксований 24 січня 2016 року, через 87 років після аналогічної події + Сонячне сяйво.
| Клімат Гуанчжоу                            | Клімат Гуанчжоу | Клімат Гуанчжоу | Клімат Гуанчжоу | Клімат Гуанчжоу | Клімат Гуанчжоу | Клімат Гуанчжоу | Клімат Гуанчжоу | Клімат Гуанчжоу | Клімат Гуанчжоу | Клімат Гуанчжоу | Клімат Гуанчжоу | Клімат Гуанчжоу | Клімат Гуанчжоу |
| Показник                                   | Січ.            | Лют.            | Бер.            | Квіт.           | Трав.           | Черв.           | Лип.            | Серп.           | Вер.            | Жовт.           | Лист.           | Груд.           | Рік             |
| Абсолютний максимум, °C                    | 27,2            | 28,6            | 32,1            | 32,4            | 36,2            | 36,6            | 39,1            | 38,0            | 37,6            | 34,8            | 32,5            | 29,6            | 39,1            |
| Середній максимум, °C                      | 18,3            | 18,5            | 21,6            | 25,7            | 29,3            | 31,5            | 32,8            | 32,7            | 31,5            | 28,8            | 24,5            | 20,6            | 26,5            |
| Середня температура, °C                    | 14,3            | 15,1            | 18,4            | 22,6            | 26,0            | 28,2            | 29,1            | 29,0            | 27,7            | 24,8            | 20,2            | 16,0            | 22,6            |
| Середній мінімум, °C                       | 10,3            | 11,7            | 15,2            | 19,5            | 22,7            | 24,8            | 25,5            | 25,4            | 24,0            | 20,8            | 15,9            | 11,5            | 18,9            |
| Абсолютний мінімум, °C                     | 0,1             | 1,3             | 3,2             | 7,7             | 14,6            | 18,8            | 21,6            | 20,9            | 15,5            | 9,5             | 4,9             | 0,0             | 0,0             |
| Середня кількість сонячних годин на місяць | 133             | 76              | 74              | 78              | 127             | 150             | 220             | 198             | 186             | 192             | 177             | 167             | 1780            |
| Норма опадів, мм                           | 41              | 69              | 85              | 201             | 284             | 276             | 233             | 227             | 166             | 87              | 35              | 32              | 1736            |
| Вологість повітря, %                       | 72              | 78              | 82              | 84              | 84              | 84              | 82              | 82              | 78              | 72              | 66              | 66              | 77.5            |
| ------------------------------------------ | --------------- | --------------- | --------------- | --------------- | --------------- | --------------- | --------------- | --------------- | --------------- | --------------- | --------------- | --------------- | --------------- |

## Історія
Гуанчжоу належало Китаю з III століття до н. е. Воно було першим китайським містом, що почало торгувати з європейцями (з XVI століття), а задовго до того торгувало з індусами та арабами. Гуанчжоу був у центрі Першої опіумної війни (1839—1842). Тут народився Сунь Ятсен і саме тут розпочалася революція проти Цін (1911). На початку 1920-х у Гуанчжоу перебував національний уряд Сунь Ят-Сена — Ґоміньдан. Місто було окуповане Японією (1938⁣—⁣1945). За даними перепису 2010 року, населення Гуанчжоу складає 12,78 мільйона людей. Станом на 2014 рік воно оцінювалось у 13 080 500 з 11 264 800 міськими жителями. Таким чином, густота населення становить близько 1800 осіб на км2.

## Адміністративний поділ
Місто субпровінціального значення Гуанчжоу поділяється на 11 районів:
| Карта                                                                                      | Карта   | Карта    | Карта            |
| ------------------------------------------------------------------------------------------ | ------- | -------- | ---------------- |
| Хуаду Цунхуа Байюнь Хуанпу Цзенчен ① ② ③ ④ Паньюй Наньша ① Лівань ② Юесю ③ Хайчжу ④ Тяньхе |         |          |                  |
| Статус                                                                                     | Назва   | Оригінал | Населення (2020) |
| Район                                                                                      | Байюнь  | 白云区   | 3 742 991        |
| Район                                                                                      | Лівань  | 荔湾区   | 1 238 305        |
| Район                                                                                      | Наньша  | 南沙区   | 846 584          |
| Район                                                                                      | Паньюй  | 番禺区   | 2 658 397        |
| Район                                                                                      | Тяньхе  | 天河区   | 2 241 826        |
| Район                                                                                      | Хайчжу  | 海珠区   | 1 819 037        |
| Район                                                                                      | Хуаду   | 花都区   | 1 642 360        |
| Район                                                                                      | Хуанпу  | 黄埔区   | 1 264 447        |
| Район                                                                                      | Цзенчен | 增城区   | 1 466 331        |
| Район                                                                                      | Цунхуа  | 从化区   | 717 684          |
| Район                                                                                      | Юесю    | 越秀区   | 1 038 643        |

## Транспорт
Міжнародний аеропорт Байюнь розташований за 28 кілометрів на північ від центру міста. З 1997 року в місті працює метрополітен, на початок 2018 року в місті відкрито 231 станцію на 13 лініях. До системи метро Гуанчжоу також входить повністю інтегрована в нього лінія Фошаньського метрополітену.

## Освіта

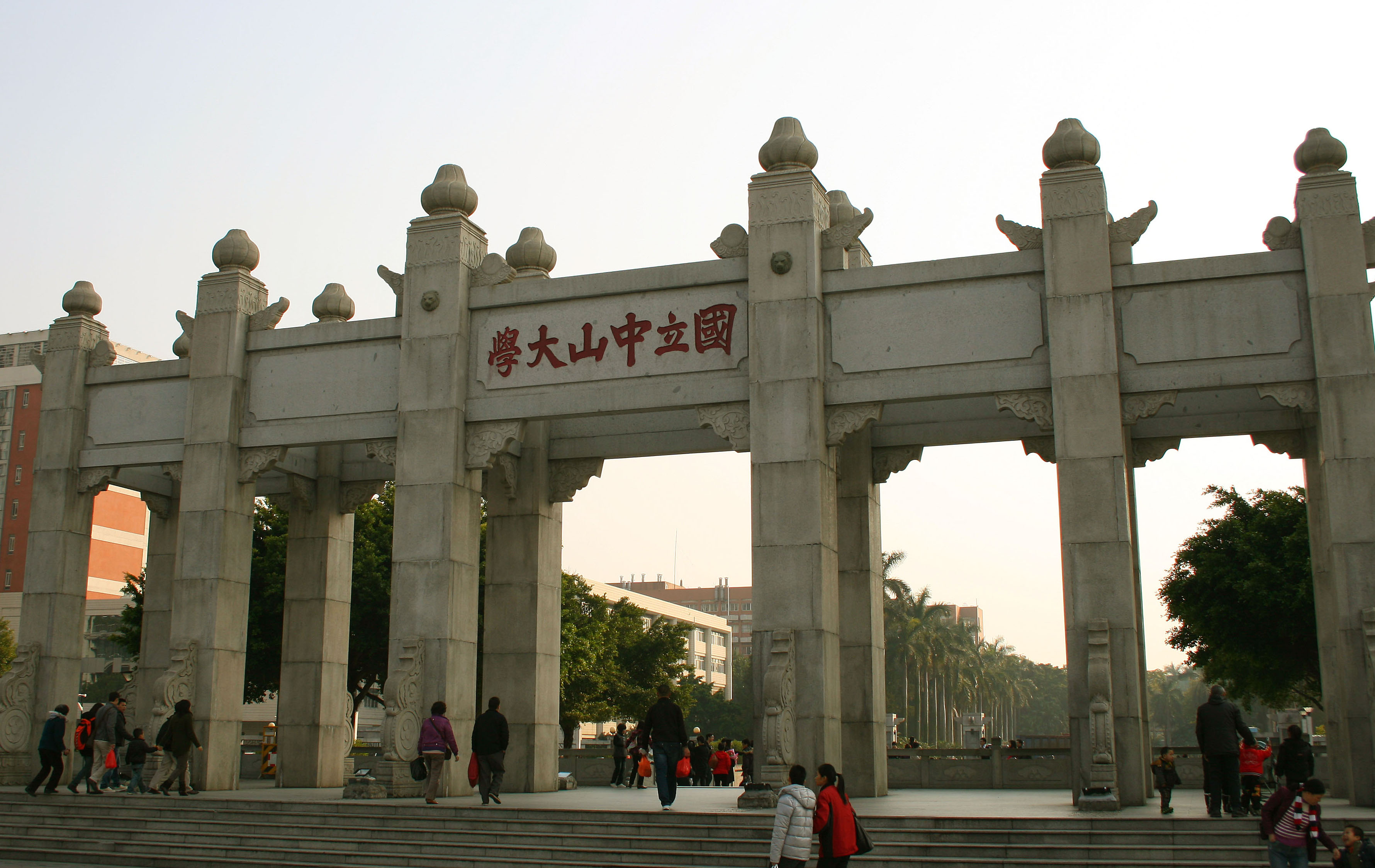
Брама університету Сунь Ятсена

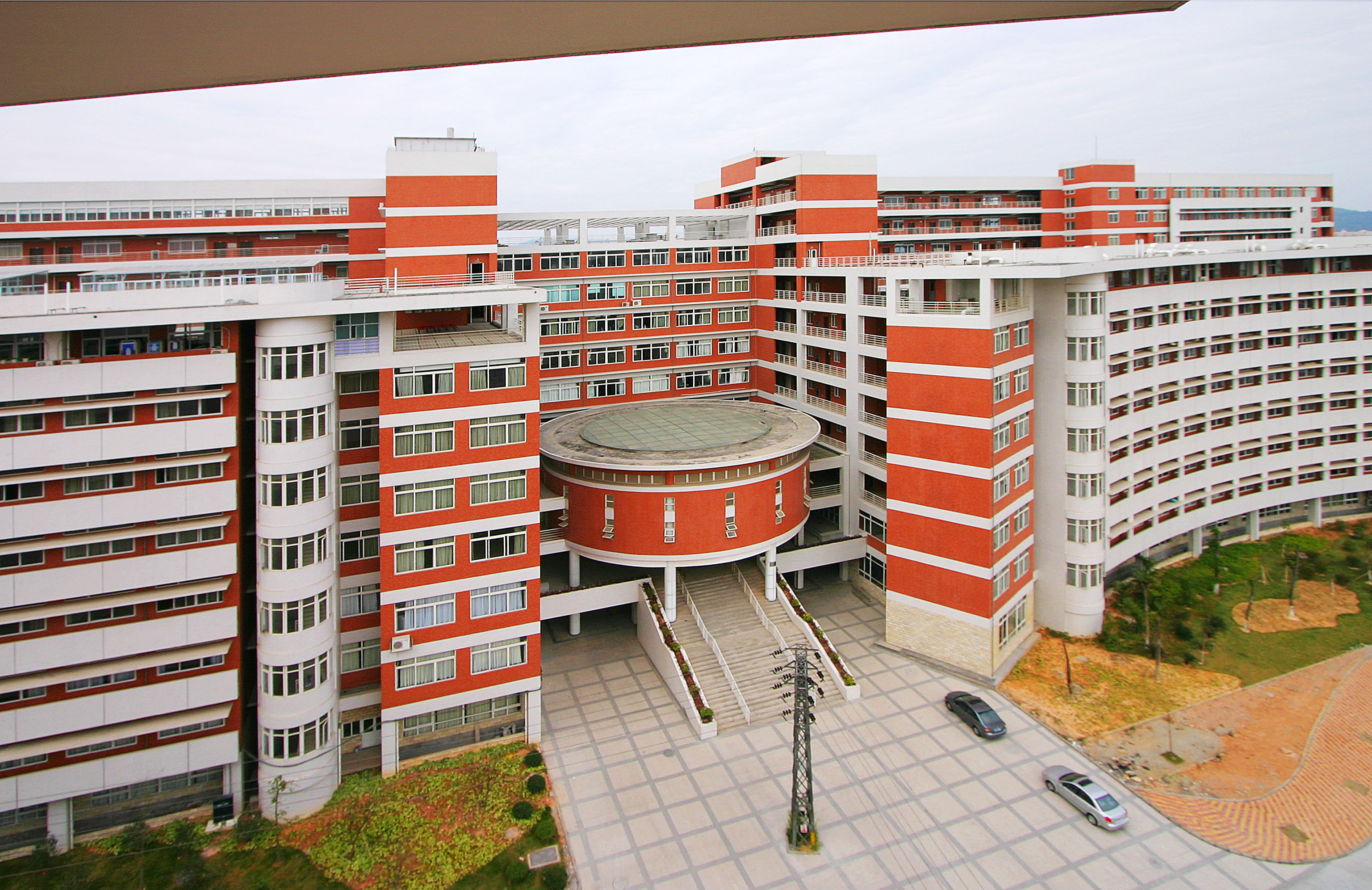
Коледж природних ресурсів та навколишнього середовища Південнокитайського сільськогосподарського університету

Мегацентр вищої освіти Гуанчжоу (广州 大学 城) є великим комплексом вищої освіти розташованим у південно-східному передмісті Гуанчжоу. Він займає цілком острів Сяоґувеї в районі Панью, площею близько 18 квадратних кілометрів. У ньому розміщуються нові кампуси десяти вищих навчальних закладів. Весь Мегацентр вищої освіти може вмістити до 200 000 студентів, 20 000 викладачів та 50 000 співробітників.
Університети Мегацентру:
- Ґуандунський фармацевтичний університет
- Ґуандунський університет іноземних досліджень
- Ґуандунський технологічний університет
- Академія образотворчого мистецтва Гуанчжоу
- Університет Гуанчжоу
- Університет китайської медицини Гуанчжоу
- Південнокитайський університет
- Південнокитайський технологічний університет
- Університет Сунь Ятсена
- Синьхайська консерваторія

Інші акредитовані університети та коледжі:
- Ґуандунський інститут науки і техніки
- Ґуандунський політехнічний нормальний університет
- Ґуандунський університет фінансів та економіки
- Ґуандунський університет фінансів
- Гуанчжоуський коледж Південнокитайського технологічного університету
- Медичний університет Гуанчжоу
- Спортивний університет Гуанчжоу
- Цзінаньський університет
- Південнокитайський сільськогосподарський університет
- Південний медичний університет
- Чжунцький університет сільського господарства та інженерії

## Визначні місця

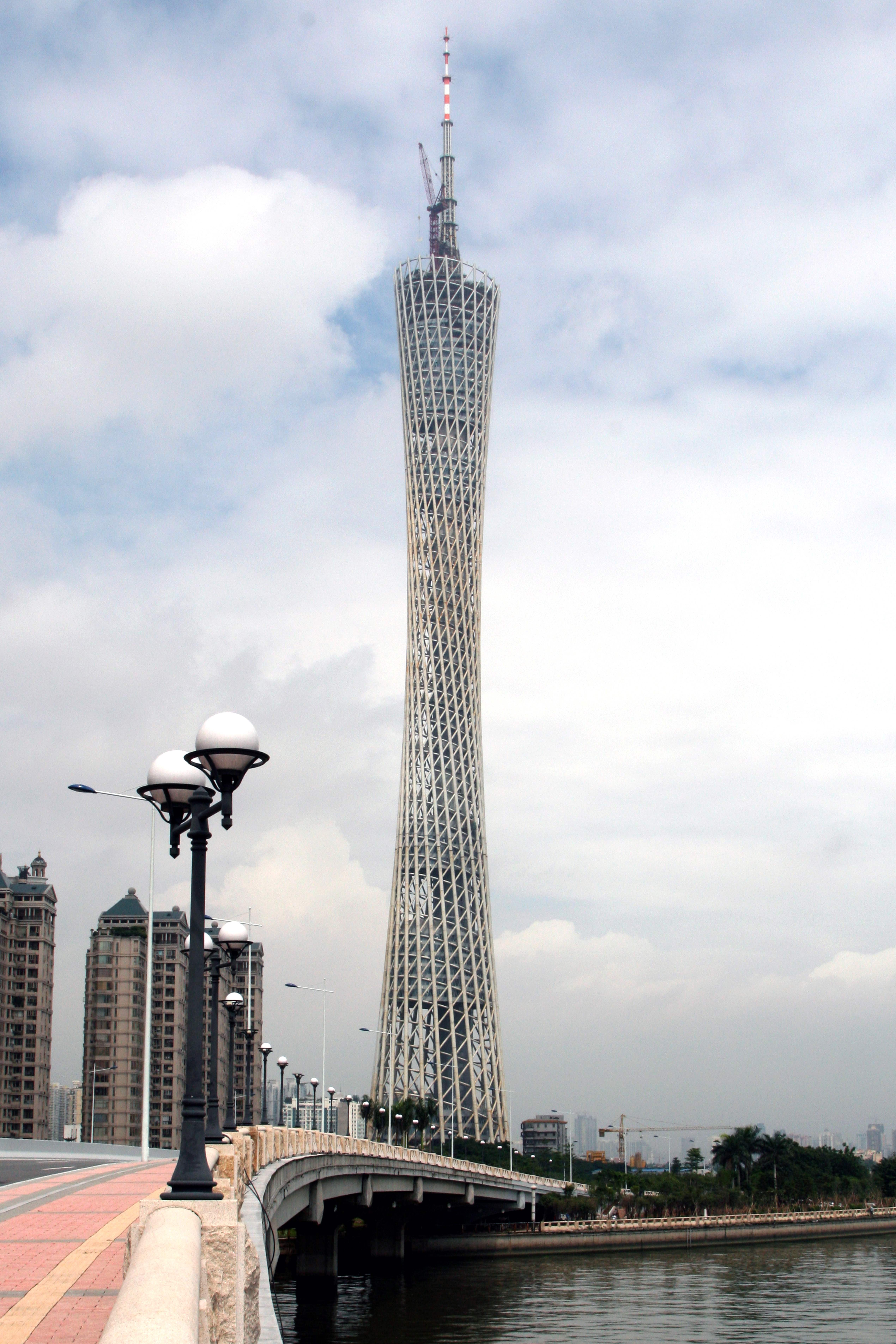
Гіперболоїдна 610-метрова телевежа в Гуанчжоу

- Мавзолей королів Нанью, (Mausoleum of the Nanyue Kings, 南越 王 陵墓)
- Парк Юесю — найбільший у Гуанчжоу парк, його площа становить 920 тис. кв. м. У парку багато квітів та дерев, щорічно навесні та восени тут проводяться великий весняний ярмарок та виставка хризантем. Всередині парку є стадіон, що вміщає понад 30 тис. глядачів. Головні пам'ятки парку: статуя П'яти козлів (символ міста Гуанчжоу), музей Чженхайлоу в старовинній будівлі міської оглядової вежі, обеліск пам'яті Сунь Ятсена та міська стіна епохи Мін.
- Храм Предків Сімейства Чень-Ченьцзяци — Храм родини Чень (або Академія клану Чень), пам'ятник китайської архітектури дев'ятнадцятого століття. Побудований 1890 року під час правління династії Цін, при Ґуансюя, Храм родини Чень являють собою найкраще зберігся комплекс традиційних будівель у провінції Ґуандун. У ньому об'єднана китайська архітектура та унікальне декоративне мистецтво провінції Ґуандун. На площі 10 000 кв. метрів розташовується 19 будівель та 6 двориків. У храмі виставлені глиняні, кам'яні, порцелянові вироби та колекція високохудожніх вишивок на шовку, які копіюють мальовничі полотна.
- Меморіальний зал Сунь Ятсена. Сунь Ятсен — перший президент Китаю. У залі його пам'яті розміщується його музей, а також проводяться концерти класичної музики.
- Ринок Цінпін, на якому продаються лікарські рослини; в минулому знаменитий торгівлею різноманітними, у тому числі достатньо екзотичними тваринами для потреб місцевих гурманів.
- Перлинова річка в Гуанчжоу, має кілька назв, таких як: Чжуцзянь або просто Кантонська річка, її довжина складає близько 2200 кілометрів. На сьогоднішній день берега цієї річки — це одне з найпопулярніших місць відпочинку.
- Виставковий комплекс Люхуа — виставкова площа комплексу становить 120 тисяч квадратних метрів. Щорічно у виставковий комплекс Люхуа інвестуються великі грошові суми для поліпшення та модернізації приміщення, обладнання та засобів обслуговування. Був побудований в 1974 р. Розташований у центрі міста, комплекс Люхуа дуже зручний для відвідування.
- Виставковий комплекс Пачжоу — багатофункційний міжнародний виставковий центр, другий за величиною у світі, був відкритий у 2002 році. Виставкова площа комплексу — 130 тисяч квадратних метрів всередині і 22 тисячі квадратних метрів зовні. Комплекс Пачжоу налічує 13 виставкових залів, розташованих на першому та другому поверхах; розмір кожного залу становить приблизно 10 тисяч кв. метрів. Планування комплексу дозволяє проводити кілька різнопланових виставок одночасно. Завдяки місткості виставкових залів, комплекс ідеально підходить для проведення виставок автомобілів, обладнання та вітрильних човнів, для проведення яких існують особливі вимоги.
- Телевежа Гуанчжоу — друга за висотою телевежа у світі; побудована у 2005—2009 роках компанією ARUP до Азійських ігор 2010 року. Висота телевежі становить 610 метрів. Гіперболоїдна сітчаста конструкція аналогічна конструкції веж інженера В. Г. Шухова, запатентованої та вперше збудованої ним в 1896 у в Росії. Вежа використовується також для огляду панорами міста та розрахована на прийом 10 000 туристів у день.
- Мечеть Хуайшен, одна з найстаріших у Китаї.
- Оперний театр Гуанчжоу, один із найбільших у Китаї.

## Галерея

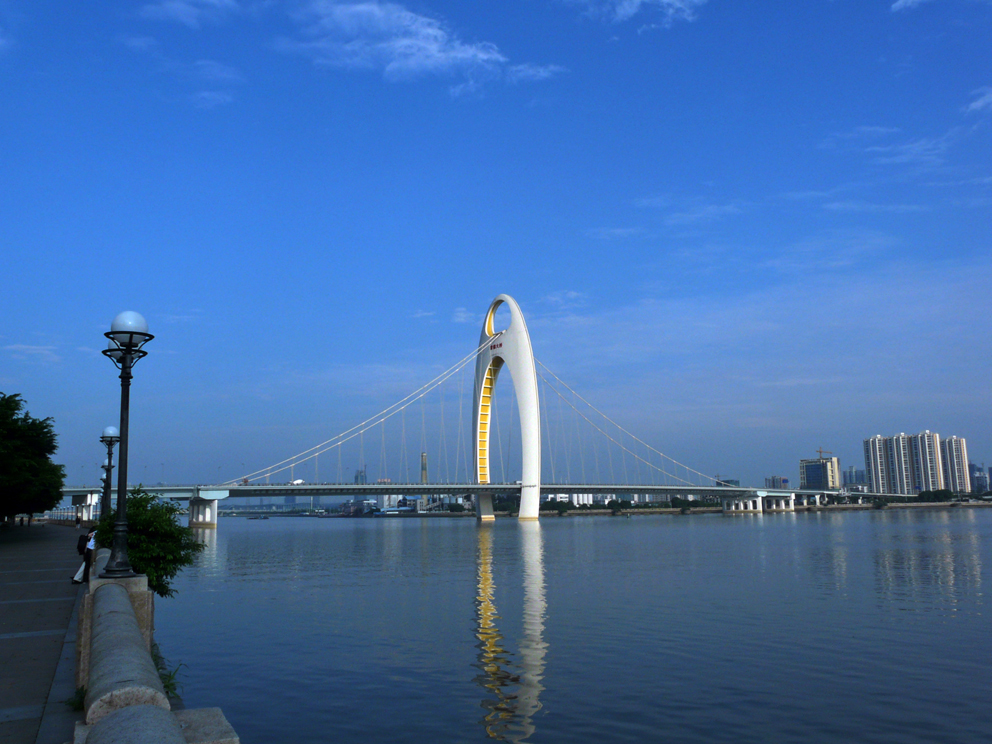
Річка Сіцзян (Перлинна річка) в Гуанчжоу
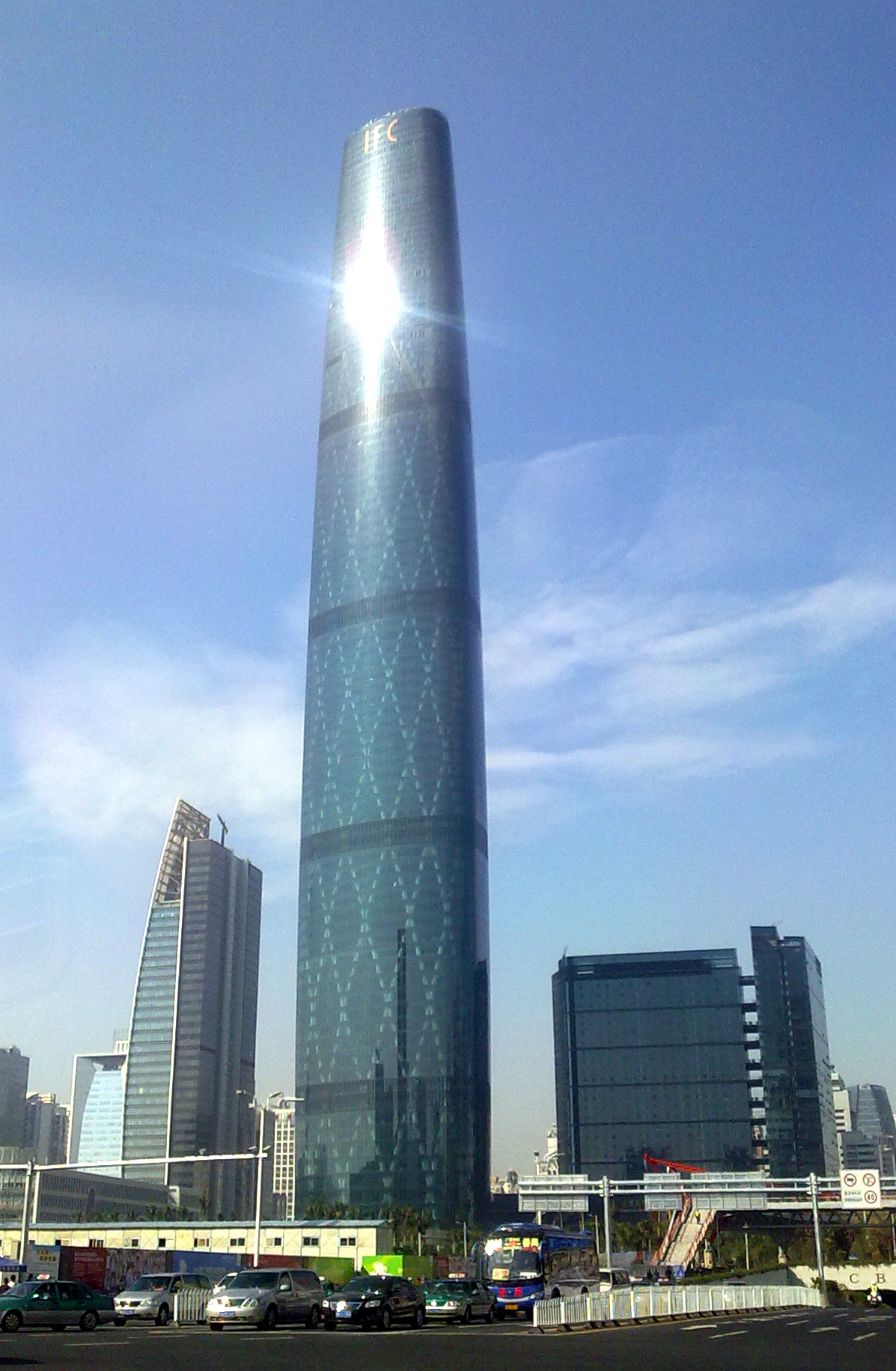
Західна вежа
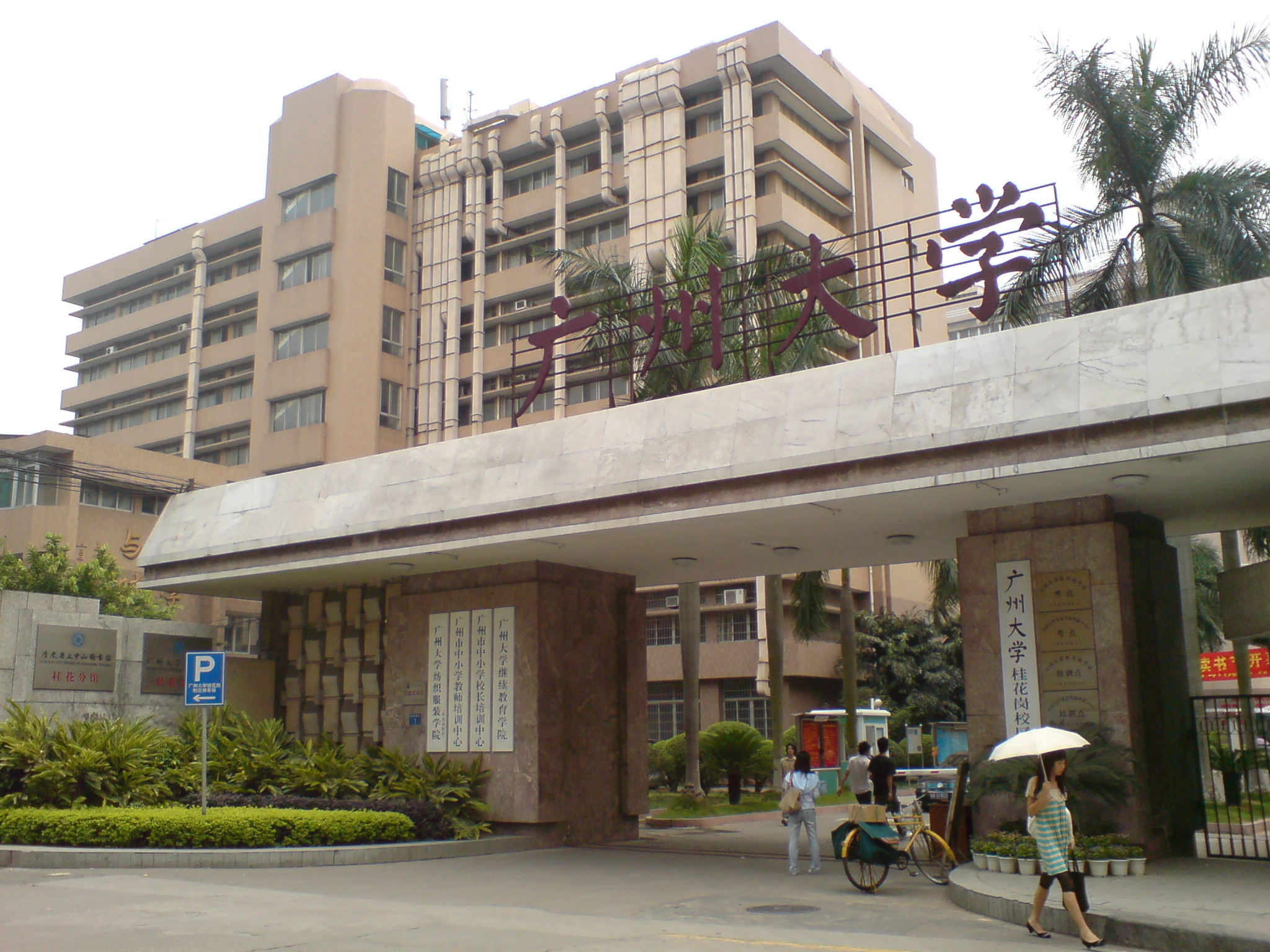
Університет Гуанчжоу
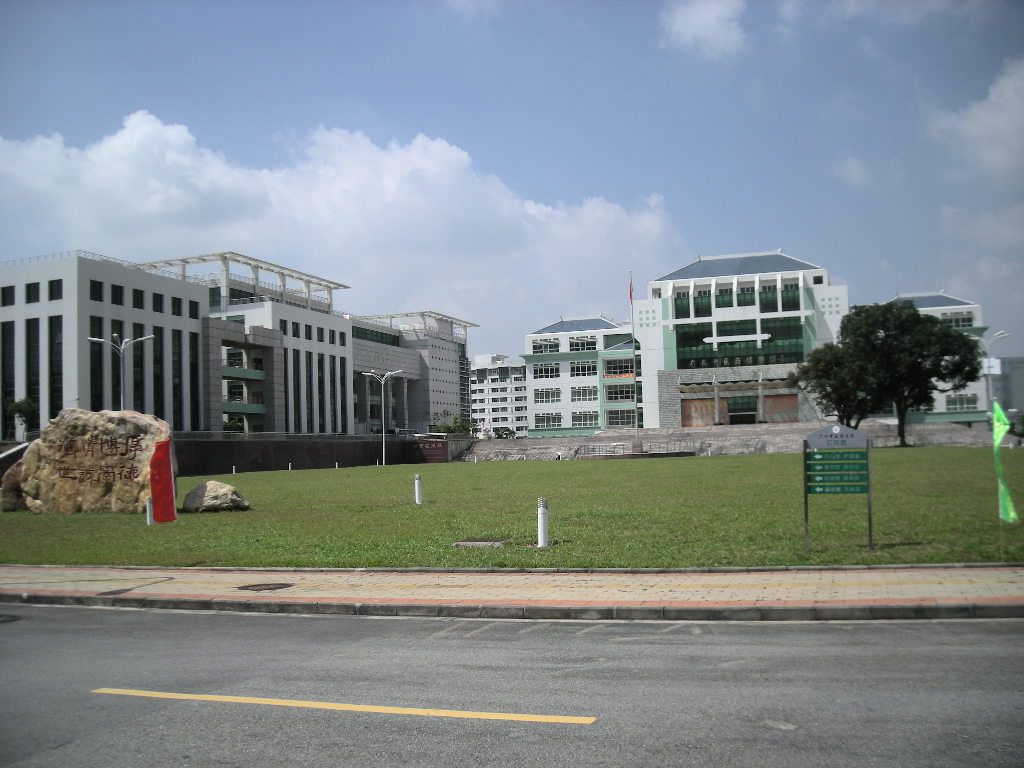
Університет китайської медицини Гуанчжоу
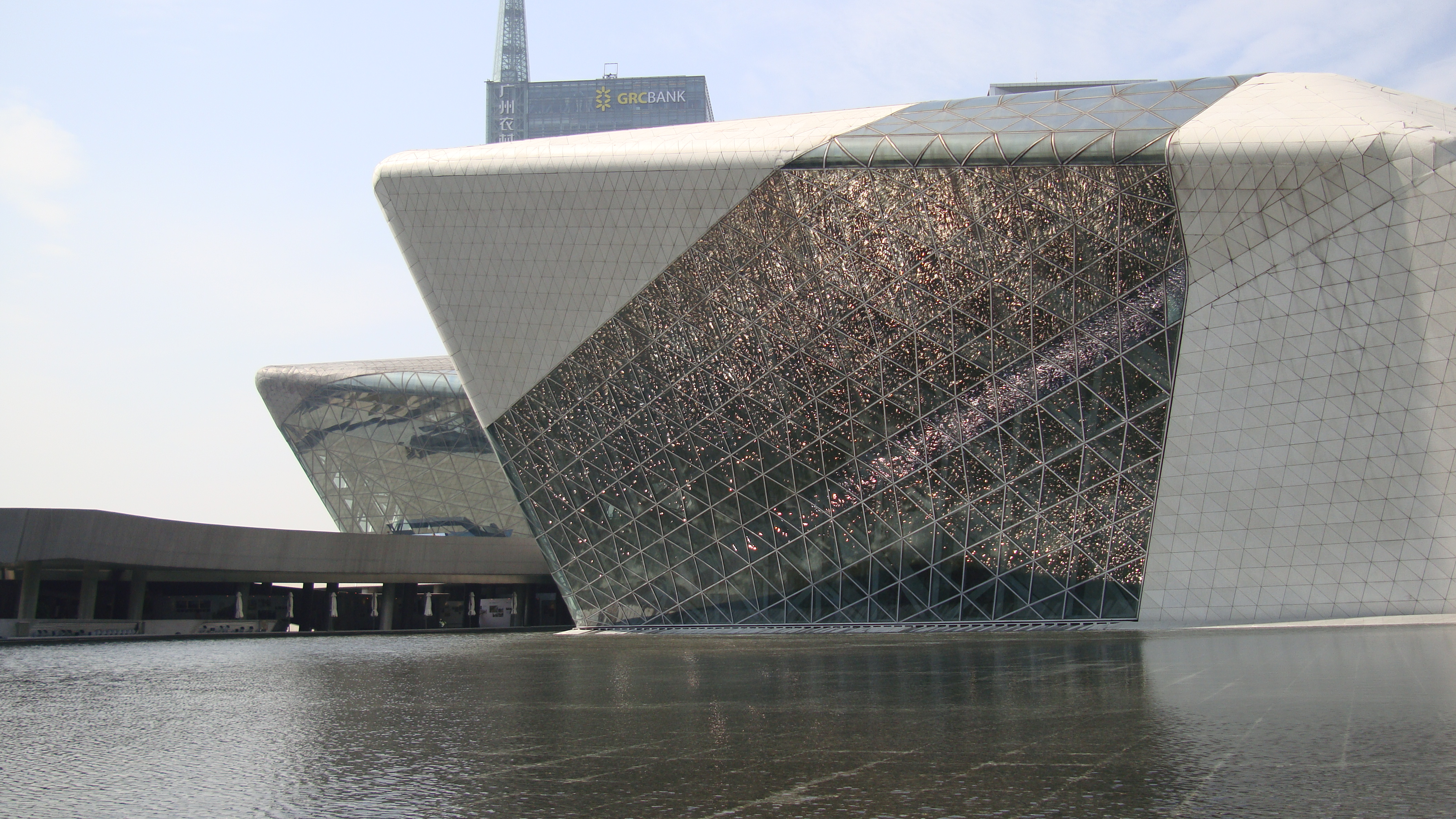
Оперний театр
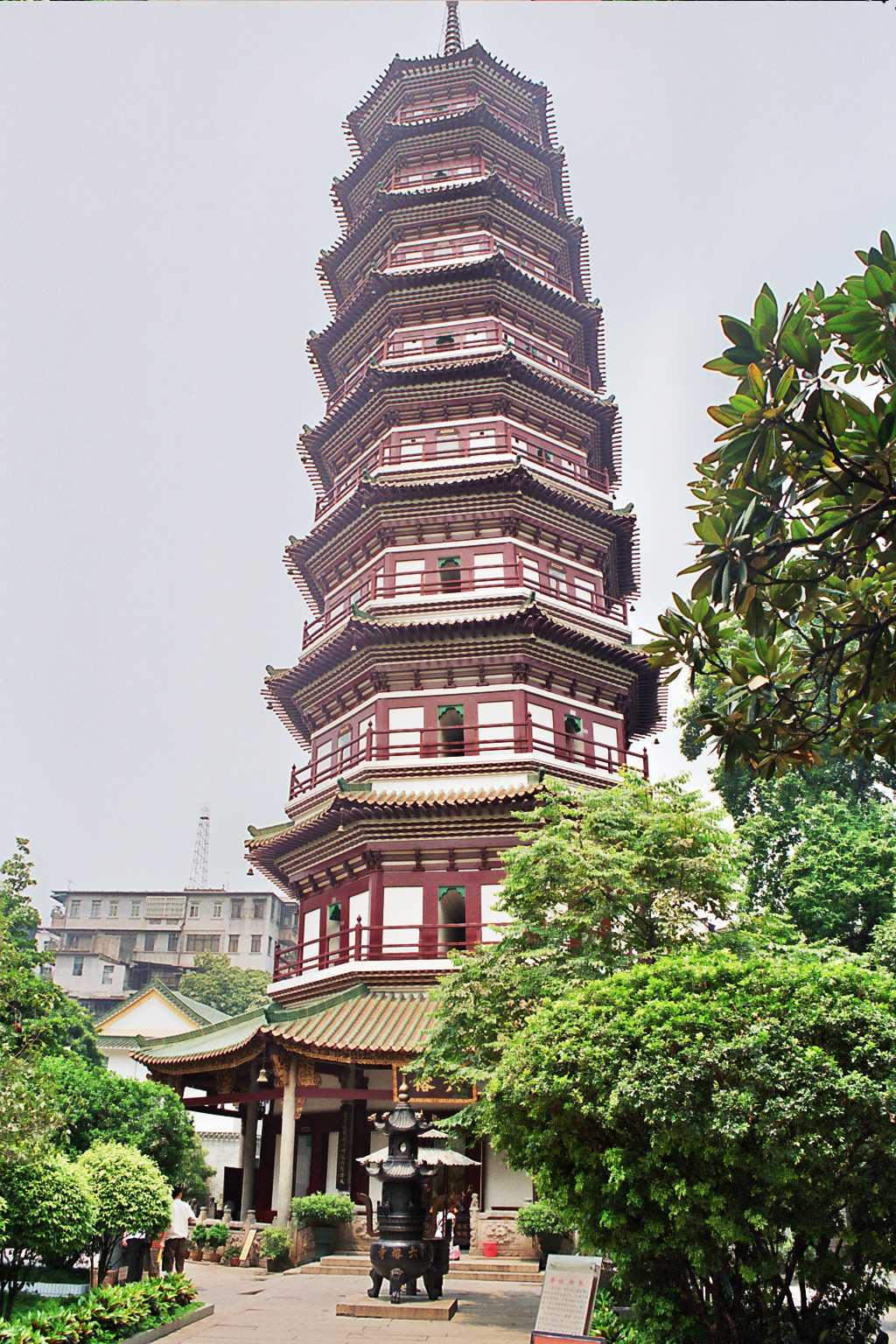
Храм шести баньянів
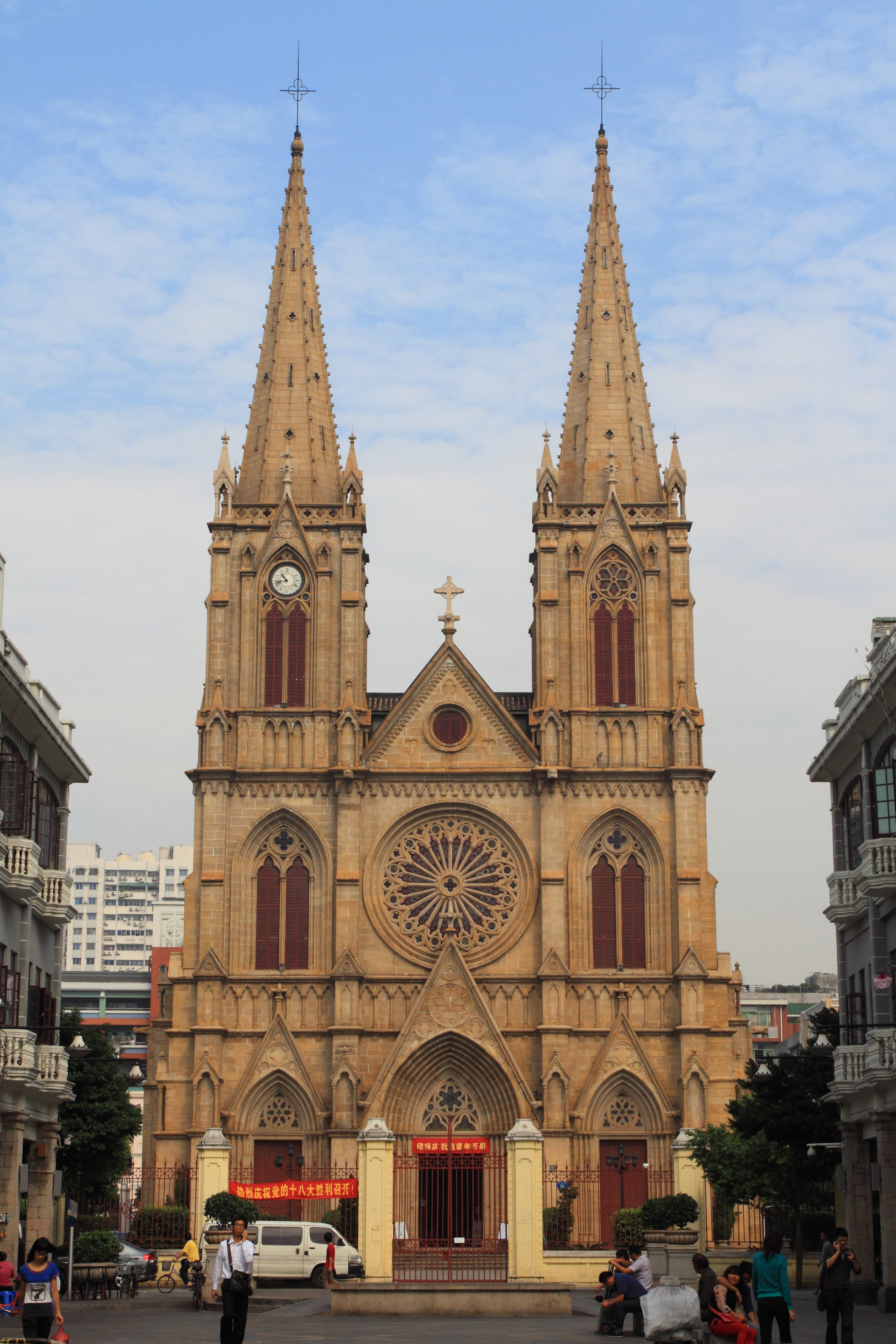
Собор Святого Серця
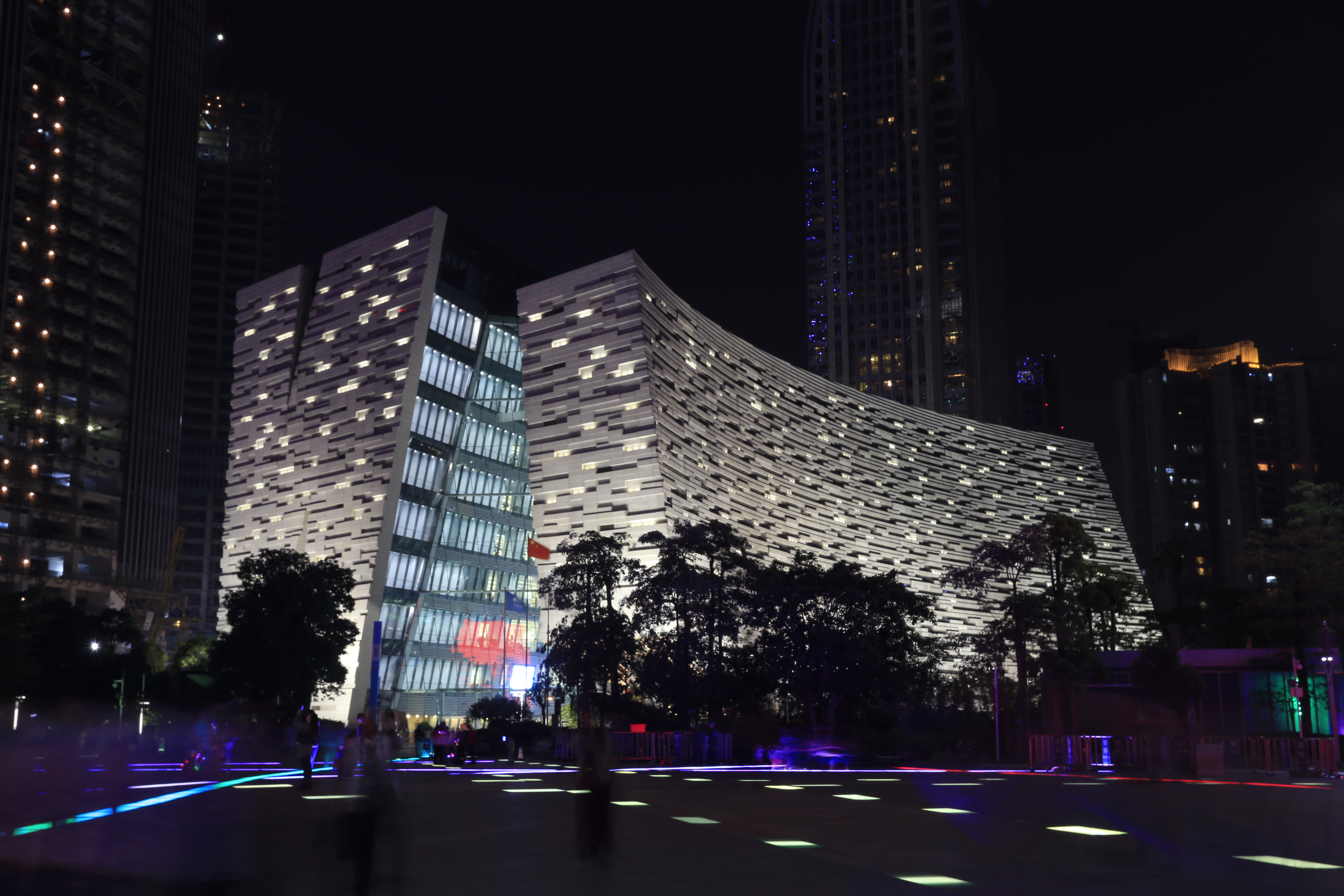
Бібліотека
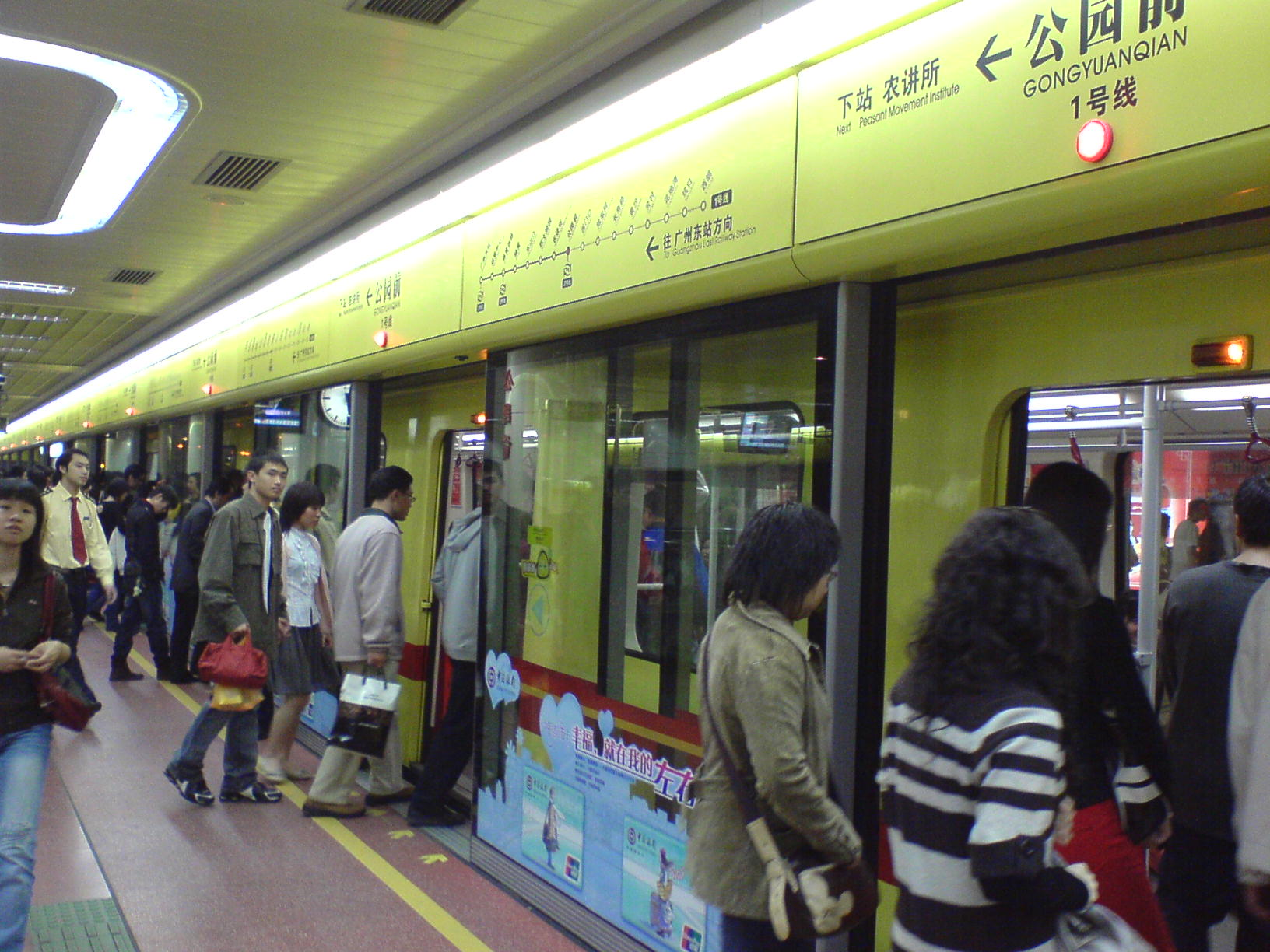
Метрополітен Гуанчжоу
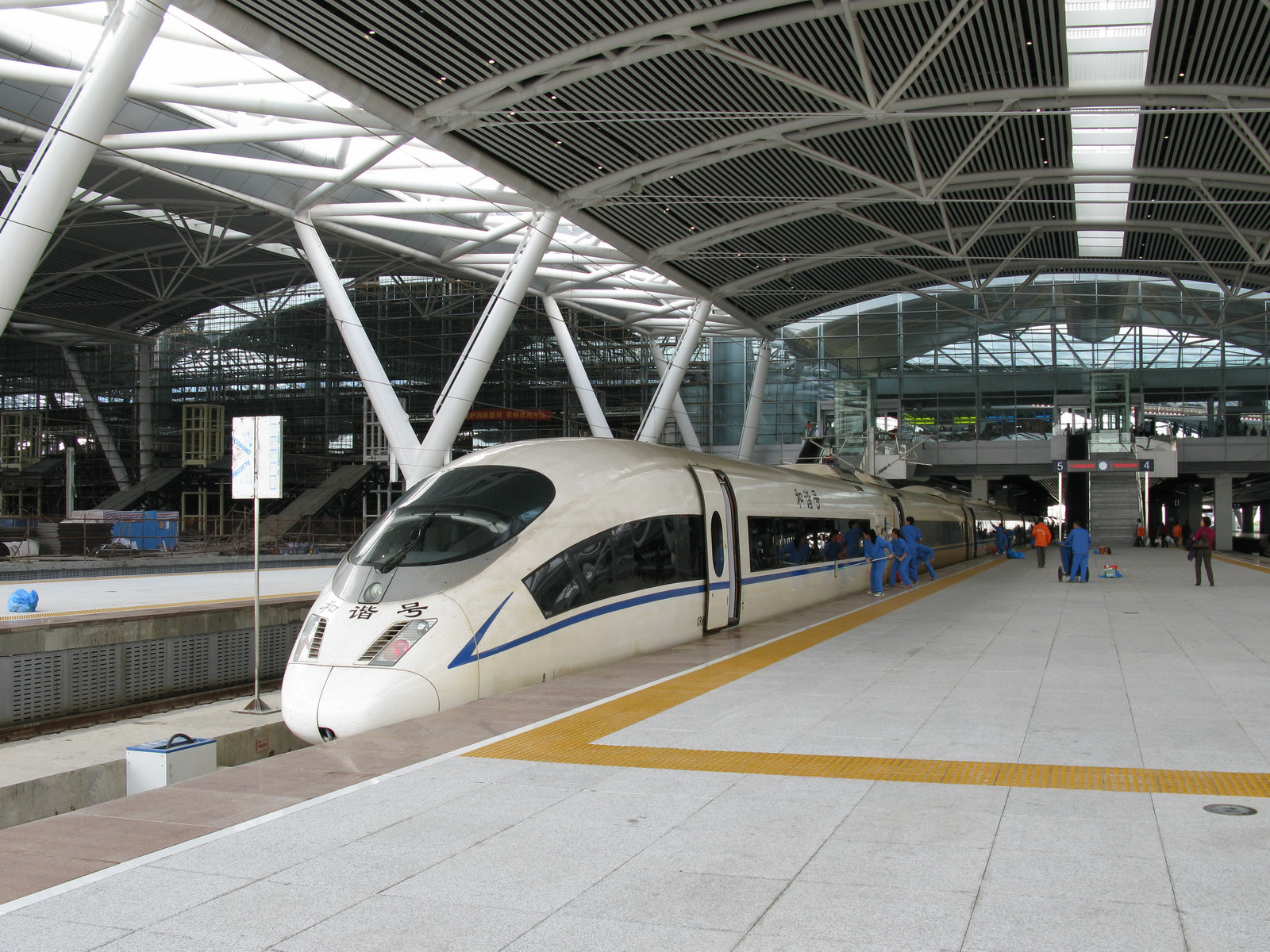
Швидкісний поїзд CRH3 на Південному вокзалі Гуанчжоу
Міжнародний аеропорт Байюнь
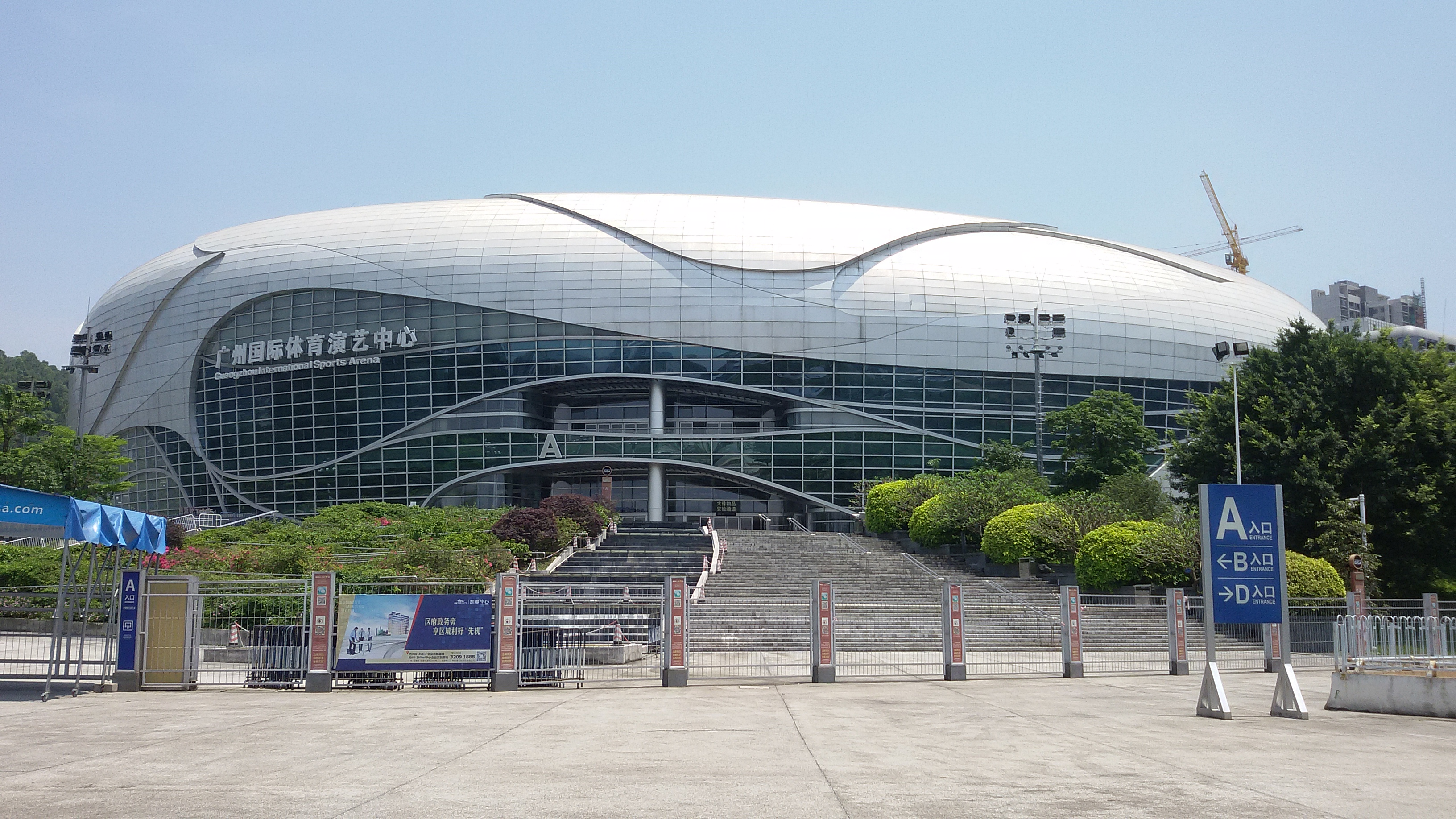
Міжнародна спортивна арена Гуанчжоу